# Holothrix squamata
Holothrix squamata är en orkidéart som först beskrevs av Ferdinand von Hochstetter och Achille Richard, och fick sitt nu gällande namn av Heinrich Gustav Reichenbach. Holothrix squamata ingår i släktet Holothrix och familjen orkidéer. Inga underarter finns listade i Catalogue of Life.